# John Murphy (nadador)
John Murphy (Estados Unidos, 19 de julio de 1953) es un nadador estadounidense retirado especializado en pruebas de estilo espalda, donde consiguió ser campeón olímpico en 1972 en los 4 x 100 metros estilos.

## Carrera deportiva
En los Juegos Olímpicos de Múnich 1972 ganó la medalla de oro en los relevos de 4 x 100 metros estilos (nadando el largo de espalda), por delante de Alemania del Este y Canadá; en cuanto a las pruebas individuales ganó el bronce en los 100 metros espalda, con un tiempo de 58.35 segundos.
En el Campeonato Mundial de Natación de 1973 celebrado en Belgrado ganó el oro en los relevos de 4 x 100 metros libre, y dos años después, en el Campeonato Mundial de Natación de 1975 celebrado en Cali, Colombia, ganó oro en 4 x 100 metros libre y 4 x 100 metros estilos, y plata en 100 metros espalda.